# Speculum
Et speculum er et instrument til lægeundersøgelse af endetarmen eller vagina. Speculum føres ind af lægen og åbnes, hvorved denne vil kunne undersøge det indre af tarmen eller skeden.
Historien
Speculummer blev brugt af de gamle grækere og romere, og der er blevet fundet flere speculum genstande i Pompeji. Det moderne speculum blev udviklet af J. Marion Sims, og består af en cylinder med en rund ende med to hængslede dele, der ligner et næb. Speculum bliver indført i kvindens vagina, og bruges til at undersøge skeden og livmoderhalsen.
Materiale
Speculummer var tidligere lavet i rustfrit stål og blev derefter steriliseret efter brug. Denne udgave kan stadig købes, men de speculummer, der anvendes af sundhedsvæsenet i dag, er lavet af plastik til engangsbrug. Dog bruges speculummer i rustfrit stål stadig til operationer.
Vaginal brug
Der findes flere forskellige versioner af speculummer, men den mest kendte er den der ligner et næb.  Dette næb bliver indført vaginalt, og lægen kan derefter åbne mere op for legemsåbningen, og derved få bedre udsyn. Herefter kan man ved en tilknyttet mekanisme ”låse” næbbet fast, så lægen kan få hænderne fri til f.eks. en vaginal podning.
Privat brug
Flere sexologer og kvindeorganisationer anbefaler at kvinder bruger speculummer sammen med et spejl, og på denne måde får en bedre forståelse af deres vagina. Der er flere forskellige guider omkring brugen af speculummer til at undersøge sin vagina, f.eks. til at se om man er frugtbar.
Seksuelt brug
Mange sexshops er begyndt at sælge større partier af lægeredskaber inkl. speculummer, da brugen af speculummer til seksuelt brug har været stigende. 
- Wikimedia Commons har flere filer relateret til Speculum

| Lægevidenskab | Spire Denne artikel om lægevidenskab er en spire som bør udbygges. Du er velkommen til at hjælpe Wikipedia ved at udvide den. |